# Manneken Pis
A Manneken Pis (a holland nyelv brabanti nyelvjárásában pisilő emberke, kiejtése kb. maneken pisz  Manneken Pis) Brüsszel egyik jelképe, egy kis bronz szökőkút-szobor, amely egy, a kút medencéjébe pisilő kisfiút ábrázol. Az 58 cm magas szobor a Stoofstraat (rue de l'Etuve) és az Eikstraat sarkán, a főtérhez közel található. Hasonló szobrok más belga városokban, Geraardsbergenben, Hasseltben és Gentben is vannak, valamint az észak-franciaországi Broxeele faluban, amelynek neve azonos eredetű Brüsszelével. Folyamatos vita tárgya, hogy melyik Manneken Pis a régebbi – a brüsszeli vagy a geraardsbergeni.

## A Manneken Pis története
A szobrot több legenda övezi, közülük a leghíresebb a III. Gottfried leuveni hercegről szóló. 1142-ben a kétéves főnemes csapatai grimbergeni főurak Berthoud nevű szövetsége serege ellen harcoltak Ransbeke mellett (most Neder-over-Heembeek). A gyermek herceget a katonák egy kosárba tették és felfüggesztették egy fára, hogy bátorítást nyerjenek tőle. A fáról a fiú levizelte az ellenséges katonákat, akik történetesen el is vesztették a csatát.
Egy másik történet szerint a 14. században idegen sereg ostromolta Brüsszelt. A város már jó ideje tartotta magát. A támadók kitervelték, hogy robbanószereket helyeznek a városfalak alá, egy Juliaanske nevű brüsszeli kisfiú viszont véletlenül észrevette őket. Levizelte a gyújtózsinórt, így megmentette a várost.
Egy hasonló, kőből készült szobor már a 15. században, de talán már 1388-ban állt a városban, amit többször elloptak. 1619-ben cserélték le egy franko-flamand barokk szobrász, Hiëronymus Duquesnoy (François Duquesnoy apja) bronzszobrára.
Vandálok többször megrongálták és leverték a talapzatáról a szobrot. 1817. június 26-án olyan kárt tettek benne, hogy újra kellett önteni; ekkor egy helyi lapban versike is megjelent a megdöbbent brüsszeliek vigasztalására.

## Szoboröltöztetés

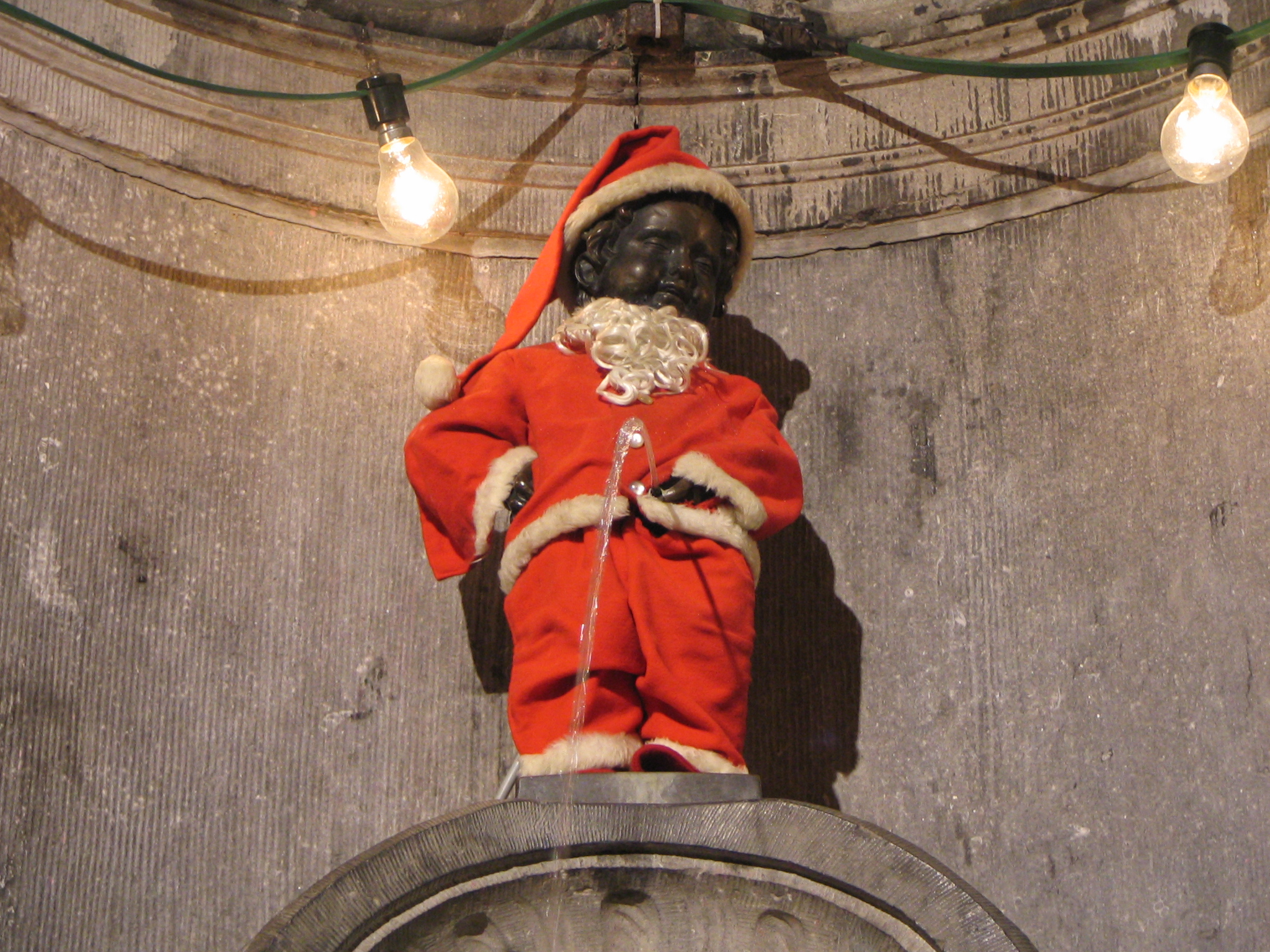
Mikulás-jelmezben

Bizonyos alkalmakkor a szobrot jelmezbe öltöztetik, természetesen úgy, hogy mindennapi feladatát elvégezhesse. Először 1698. május 1-jén II. Miksa Emánuel bajor választófejedelem, Spanyol Németalföld kormányzója öltöztette fel egy brüsszeli céh ünnepélye alkalmából. Ruhatára, amelyet a főtéren található városi múzeum őriz, ma már több mint hétszáz különböző öltözéket tartalmaz, köztük futballmezeket, egyenruhákat, de akadnak tréfás darabok, például Elvis Presley és Mickey egér jelmez is. Kabátja 25, nadrágja 26 centi hosszú. A Manneken Pisnek hivatalos öltöztetője is van, a brüsszeli Jacques Stroobants, akinek a felesége már legalább kétszáz ruhát készített a szobornak.
Amíg Magyarország töltötte be az Európai Unió elnöki posztját (2011 első felében), havonta más magyaros népviseletbe bújtatták. Májusban például hímzett suba volt rajta.
A ruhákat előre meghatározott „menetrend” szerint cserélik, amelyet a Manneken Pis barátai nevű nonprofit szervezet állít össze. Az öltöztetési ceremóniát gyakran rézfúvós zenekar kíséri. Amikor az öltöztetés befejeztével újraindítják a vizet, előfordul, hogy a nagy nyomás miatt a vízsugár messzebbre visz és a közel állókat lespricceli, a közönség általános derültségére.

## Szobrok, melyeket a Manneken Pis ihletet

### Jeanneke Pis
1987 óta a Manneken Pisnek van női párja egy közeli utcában: a Jeanneke Pis. Ezt a szobrot Denis-Adrien Debouvrie szobrász készítette, 1985-ben. A szobor mintegy fél méter magas, és egy befont hajú kislányt ábrázol, aki elégedett arccal pisil. Az Impasse de la Fidélité / Getrouwheidsgang nevű keskeny zsákutca keleti vége felé található, mindössze 100 méterre az éttermekkel teli Rue des Bouchers / Beenhouwersstraat utcától.

### Zinneke Pis
A Zinneke Pis, holland nevén Het Zinneke, egy másik bronzszobor Brüsszel központjában. Egy utcai oszlopra pisilő kutyát ábrázol, mely a Manneken Pisre való utalás ugyanúgy, mint a Jeanneke Pis, azonban attól eltérően nem kapcsolódik szökőkúthoz.

## Érdekességek
- A Manneken Pis megjelenik az Asterix a belgák között című képregényben mint az egyik belga fia, akinek sürgősen pisilnie kell.
- Szintén megjelenik a belga Suske en Wiske című képregény 180., Het Kregelige Ketje című részében (1980. november).
- A Nero című képregény De Zwarte Toren című részében Nero átkutatja Brüsszelt, hogy megtalálja az eredeti Manneken Pist.
- Frank van Passel 1995-ös azonos című filmjének főszereplőjét Manneken Pisnek hívják, mert a szülei meghaltak, amíg ő a dolgát végezte a kocsifeljáró mellett.